# Gerszom Szoken
Gerszom Szoken (hebr.: גרשום שוקן, ang.: Gershom Schocken, ur. 29 września 1912 w Zwickau, zm. 20 grudnia 1990) – izraelski dziennikarz, wydawca i polityk, w latach 1939–1990 redaktor naczelny dziennika „Ha-Arec” (ang. „Haaretz”) w latach 1955–1959 poseł do Knesetu z listy Partii Progresywnej.

## Życiorys
Urodził się 29 września 1912 w Zwickau jako Gustav Schocken. Studiował na Uniwersytecie w Heidelbergu. W 1933 wyemigrował do Izraela, kontynuował studia na London School of Economics.
W 1937 jego ojciec Salman Schocken, zamożny działacz syjonistyczny z Niemiec kupił gazetę „Ha-Arec”. Gerszom został w 1939 jej redaktorem naczelnym i pozostał na stanowisku, aż do śmierci – przez 51 lat.
W wyborach parlamentarnych w 1955 po raz pierwszy i jedyny dostał się do izraelskiego parlamentu.
Zmarł 20 grudnia 1990.